# Abbeveratoio

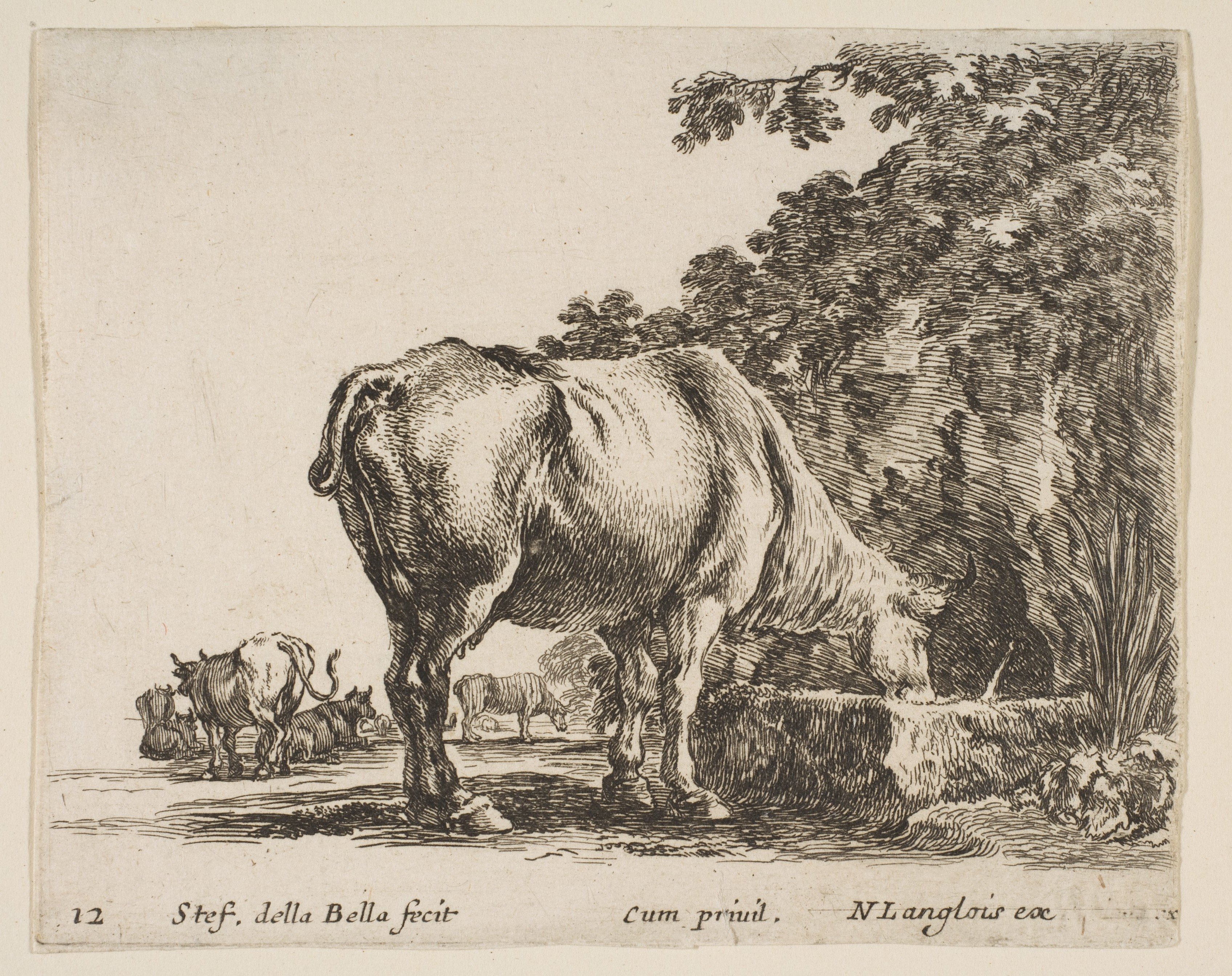
Bovino che si disseta ad un abbeveratoio in un'incisione del XVII secolo

Il termine abbeveratoio designa un qualsiasi contenitore utilizzato per far dissetare gli animali domestici. Essendo un termine molto generico, si possono individuare diversi tipi di abbeveratoi, che si distinguono essenzialmente per dimensione e materiale di costruzione. Tipici degli ambienti rurali sono degli abbeveratori costituiti da grosse vasche in pietra, cemento o in legno, utilizzati per dissetare più animali contemporaneamente.